# اوتیسم با عملکرد پایین
اوتیسم با عملکرد کم یا پایین (به انگلیسی: Low-functioning autism) که با سرواژه LFA نیز شناخته می‌شود، درجه ای از اوتیسم است که با مشکلات در ارتباطات و تعامل اجتماعی، رفتار چالش‌برانگیز و تفاوت در روابط متقابل اجتماعی یا عاطفی مشخص می‌شود. مشکلات خواب، پرخاشگری، رفتارهای کلیشه ای و خودآزاری نیز از علائم رایج هستند. LFA یک تشخیص شناخته شده در DSM-5 یا ICD-10 نیست، زیرا هیچ‌کدام اوتیسم را بر اساس قابلیت‌های فکری تقسیم نمی‌کنند.
اصطلاحات دیگر اشاره کننده به این نوع اوتیسم عبارتند از سندرم کانر، اوتیسم کانری (هر دو به نام لئو کانر) و اوتیسم کلاسیک. این اصطلاحات با اوتیسم عمیق و اوتیسم پیشرفته همپوشانی دارند، و برخلاف اوتیسم خفیف یا متوسط هستند. اوتیسم خفیف یا متوسط لزوماً با سطوح شدید و عمیق ناتوانی ذهنی مرتبط نیستند.